# آرناپولیس
آرناپولیس (به پرتغالی: Arenápolis) یک منطقهٔ مسکونی در برزیل است که در ماتو گروسو واقع شده‌است. آرناپولیس ۴۱۵ کیلومتر مربع مساحت و ۹٬۵۰۲ نفر جمعیت دارد.